# أحمد التليسي
أحمد التليسي (مواليد 30 يوليو 1995) هو سبّاح ليبي. شارك في الألعاب الأولمبية الصيفية 2016 ضمن منافسة 50 متر حرة وحّل في المرتبة الـ53 بتوقيت قدره 23.89 ثانية. يحمل التليسي الرقم القياسي الوطني في 50 متر حرة وفراشة.

## روابط خارجية
- أحمد التليسي على موقع الاتحاد الدولي للسباحة (الإنجليزية)
- أحمد التليسي على موقع اللجنة الأولمبية الدولية (الإنجليزية)
- أحمد التليسي على موقع أوليمبيديا (الإنجليزية)